# Холодовський Сергій Михайлович
Сергій Михайлович Холодо́вський (*1883, Прилуки — †19??) — військово-морський експерт, дипломат.

## Біографія
Народився 1883 року, закінчив Морський корпус (1903 р) і до осені 1917 року служив на кораблях Чорноморського флоту. У 1907—1908 роках — помічник військово-морського аташе в Туреччині. Після закінчення штурманського класу (1908) плавав на лінкорах «Синоп», «Георгій Побідоносець» і «Ростислав».
Під час Першої Світової війни — старший офіцер крейсера «Кагул», командир міноносців «Тямущий» і «Живучий», есмінці «Гнівний», гідроавіатранспорт «Республіканець». Останній чин в старому флоті — капітан 2 рангу (1916).
В кінці жовтня 1917 року був відкликаний в Морський генеральний штаб РРФСР для участі в мирних переговорах в Брест-Литовську. З квітня по вересень 1918 року член делегації РРФСР в Києві, а після повернення в Росію працював в Морському генеральному штабі. У травні 1920 року він знову морський експерт на переговорах РРФСР з Латвією та в червні 1920 з Литвою, з серпня — в Центральній змішаній комісії на переговорах з Фінляндією. До травня 1924 року очолював іноземний відділ Морського генерального штабу РРФСР. Після звільнення працював у центральних органах управління морського транспорту РРФСР, як фахівців морського права.

## Нагороди та відзнаки
- Георгіївська зброя, ордени Св. Станіслава 2 ст. з мечами, Св. Анни 3 ст., Св. Станіслава 3 ст., Орденами іноземних держав.